# فاطمة البديري
فاطمة موسى إبراهيم البديري (1923–2009)، إعلامية فلسطينية، ولدت في القدس، هي أول امرأة عربية تبث صوتها عبر إذاعة «هنا القدس» عام 1946. تعد من أوائل الإعلاميات في العالم العربي. عملت في مجال التعليم في عام 1946، ثم انتقلت إلى العمل الإعلامي حيث كانت تقدم البرامج الثقافية، بالإضافة إلى نشرات الأخبار.
يعود نسبها إلى عائلة مقدسية عريقة، وهي ابنة الشيخ موسى البديري، درست في كلية دار المعلمات في القدس وتزوجت الإعلامي والكاتب الراحل عصام حماد.
تعد من أوائل الإعلاميات في الوطن العربي، بعد أن قبلت في إذاعة  فلسطين الأولى «هنا القدس» التي اُفتتحت في شهر آذار (مارس) عام 1936، لتكون ثاني إذاعة عربية، وتصبح قبلة لكل الفنانين العرب ومنارة لنشر الثقافة ومعملاً لصنع الكفاءات الإعلامية التي ساهمت فيما بعد في صناعة الإعلام الإذاعي والتلفزيوني في العديد الأقطار العربية كالأردن وسوريا ولبنان ومصر والعراق.
وهي «أول مذيعة عربية ينقل الأثير صوتها، وأول سيدة تجلس وراء الميكروفون لتقدم لمستمعيها نشرة الأخبار، حيث كان عدد النساء قليل في الإذاعة آنذاك، ولذا وجدت نفسها وحيدة في مواجهة عاصفة لم تهدأ، إلا عند وقوع النكبة التي ضاع فيها نصف الوطن».
استمرت بالعمل في الإذاعة الفلسطينية حتى النكبة عام 1948م، ثم انتقلت بصحبة زوجها للعمل في الإذاعة السورية في الفترة الواقعة ما بين عام 1950 و1952؛ ثم عملت في الإذاعة الأردنية في الفترة الواقعة ما بين عام 1952 و1957.
في بداية الخمسينات عادت مرة أخرى إلى رام الله حيث عملت في سلك التربية والتعليم بالإضافة إلى قراءة الأخبار مرة واحدة يومياً في إذاعة القدس برام الله بناء على طلب من مدير الإذاعة وبقيت حتى عام 1957 حيث اضطرت للعودة مرة ثانية إلى الشام مع زوجها بدون عمل كلاجئة مدة عام. أتقنت اللغتين الإنكليزية والألمانية كما حضرت عدد من المؤتمرات في أوروبا.
سافرت برفقة زوجها إلى برلين؛ للعمل في الإذاعة الألمانية الديمقراطية عام 1958، واستمرت فيها حتى عام 1965، لتعود لمدينة رام الله وتلتحق بحقل التعليم من جديد؛ فعملت معلمة للغة العربية، ثم أمينة مكتبة في دار المعلمات التابعة لوكالة الغوث في المدينة.
انتقلت للعيش في الأردن، وهناك عملت في قسم التصنيف في مكتبة الجامعة الأردنية بعمان في الفترة ما بين 1978 و1983.
عملت في الدار الأردنية للثقافة والإعلام في العاصمة عمان، وتوفيت عام 2009، ودفنت في الأردن.

## وصلات خارجية
- مقابلة مع الاعلامية فاطمة البديري - قناة الجزيرة